# Lanjarón
Lanjarón – gmina w Hiszpanii, w prowincji Grenada, o powierzchni 60,38 km². W 2011 roku gmina liczyła 3826 mieszkańców.
Nie ma wzmianki o okupacji ludzi aż do XIII wieku, kiedy to osiedliła się tu grupa berberyjskich kolonizatorów.

## Współpraca
- Alaquàs, Hiszpania